# 煙花紀
〈煙花紀〉（英語："Gone with the Flare"）是香港女歌手容祖兒的粵語單曲，於2021年2月22日數位發行，收錄於同年發行的粵語專輯《薛丁格的貓》，其歌名取自2009年大熱作品〈搜神記〉的尾段歌詞。該歌曲是繼2016年廣東專輯《J-POP》後發行的第六支正式派台的粵語作品，由章霈迎與監製舒文共同作曲，許弘毅作詞。

## 背景與發行
2020年11月26日，容祖兒推出首次參與作曲的廣東單曲〈東京人壽〉，並於2021年初相繼登頂香港五大流行榜並累計奪得十星期冠軍，成為2021年香港樂壇首支五台冠軍歌。這是繼2003年〈我的驕傲〉之後，容祖兒最佳的單曲派台成績。2021年2月15日，接受香港商業電台叱咤903節目《叱咤樂壇》訪問時透露，與〈東京人壽〉北京、香港兩地隔空錄音不同，其赴內地工作前已於香港同音樂監製舒文錄制完成部分新歌，月底將推出其中一首〈煙花紀〉，歌名取自2009年大熱作品〈搜神記〉的尾段歌詞「只要敢遠飛，亦能自創我的煙花紀」，曲風、意境與前作不同，有爵士乐風格的異國風情，亦是繼2006年〈隱形情人〉後再次演繹舒文親自參與作曲的歌曲。2月20日、21日，於社交媒體先後公開兩段音樂錄影帶預告片，並宣佈將於2月22日在數位音樂平台發行。

## 創作與製作
〈煙花紀〉時長4分43秒，是首每分鐘138拍的A大調粵語流行音樂。歌曲由曾為容祖兒創作歌曲〈花城〉、〈最後的茱麗葉〉、〈日安憂鬱〉的音樂創作人章霈迎與長期合作的音樂監製舒文共同作曲，許弘毅填詞。除中文歌名取自〈搜神記〉歌詞外，該歌曲的英文歌名意在致敬瑪格麗特·米契爾文學名著《飄》以及經典電影作品《亂世佳人》，容祖兒表示新歌旨在表達「一種成熟的戀愛態度」。該歌曲於2019年錄制，早於前作〈東京人壽〉，音樂風格屬於柔和爵士（Smooth Jazz）與流行曲的混合，容祖兒試音時曾因擔心自己無法駕馭想過婉拒該歌曲，但舒文在2017年「My Secret · Live」演唱會後認為對方已經有能力處理此類音樂。2021年3月22日，容祖兒接受香港商業電台叱咤903節目《叱咤樂壇》連線訪問時透露，本意将該歌曲作为20周年紅館大型演唱會後的首支派台歌，但唱片公司認為其曲風非大眾流行，更適合作為B面曲目（side track）而延後發行，選擇先行派台前作〈東京人壽〉。

## 音樂錄影帶
歌曲的音樂錄影帶於2月22日淩晨正式上線，由首次合作的內地導演李璇（曾操刀拍摄吴亦凡〈天地〉、火箭少女101〈卡路里〉、G.E.M.〈萬國覺醒〉等作品）執導。容祖兒於Instagram直播時表示，該影片表達「一種與不同時段自己的重逢」。

## 現場表演
2021年3月6日，容祖兒作為特邀嘉賓壓軸登場由優酷及樂華娛樂於澳門威尼斯人金光綜藝館舉辦的「宇宙音樂之夜」（優酷音樂節目《宇宙打歌中心》首季的終極盛典），身穿荷蘭國寶級时装品牌Viktor & Rolf的2021春夏「Haute Fantaisie」高級訂製系列禮服於該節目首次現場演繹歌曲《煙花紀》。

## 曲目
| 曲序     | 曲目                          |          | 作曲              | 编曲                | 製作人   | 时长 |
| -------- | ----------------------------- | -------- | ----------------- | ------------------- | -------- | ---- |
| 1.       | 煙花紀（Gone with the Flare） | 許弘毅   | Kenix Cheang 舒文 | Ted Lo Kenix Cheang | 舒文     | 4:43 |
| 总时长： | 总时长：                      | 总时长： | 总时长：          | 总时长：            | 总时长： | 4:43 |

## 參與名單
人員名單來自〈煙花紀〉YouTube簡介。
- 鼓演奏：Anthony Fernades
- 貝斯演奏：Ho Chun Kit
- 口琴演奏：CY Leo
- 和聲：容祖兒
- 弦樂編寫：Ted Lo
- 弦樂演奏：BJ String
- 錄音師：Kim Lee、Titus、 Shuiming Lok、肥丘、舒文 @ Zoo Music Studio
- 混音工程師：Brian Paturalski
- 母帶製作：泰德·傑生（英语：Ted Jensen） @ Sterling Sound, NYC
- OP：Private Zoo admin by Universal Music Publishing Limited、Zoo Music Ltd.（SP：Fujipacific Music (S.E. Asia) Ltd.）、Cup the Crap Limited（SP：Warner Chappell Music Hong Kong Limited）

## 榜單表現
| 電台與電視台                            | 音樂節目名稱      | 入榜歌曲   |
| 電台與電視台                            | 音樂節目名稱      | 〈煙花紀〉 |
| --------------------------------------- | ----------------- | ---------- |
| 叱咤903                                 | 903專業推介       | 2          |
| 香港電台第二台                          | 中文歌曲龍虎榜    | 1          |
| 新城知訊台                              | 新城勁爆流行榜    | 1          |
| 翡翠台                                  | 勁歌金曲          | 1          |
| ViuTV                                   | Chill Club 推介榜 | 9          |
| - 「/」表示未有相關資料 - 「*」：上榜中 |                   |            |

| 榜單（2021年）                | 最高 排名 |
| ----------------------------- | --------- |
| 中國大陸（QQ音樂香港地區榜）  | 2         |
| 香港（KKBOX本地新歌週榜）     | 1         |
| 香港（KKBOX本地單曲週榜）     | 6         |
| 香港（KKBOX本地專輯週榜）     | 15        |
| 香港（Joox新歌推介榜）        | 1         |
| 台灣（KKBOX粵語新歌週榜）     | 1         |
| 馬來西亞（KKBOX粵語新歌週榜） | 1         |
| 馬來西亞（KKBOX粵語單曲週榜） | 3         |
| 新加坡（KKBOX粵語新歌週榜）   | 1         |
| 新加坡（KKBOX粵語單曲週榜）   | 8         |